# Маријана Вићентијевић Бадовинац
Маријана Вићентијевић Бадовинац (Ваљево, 4. март 1970) je глумица и стални члан ансамбла Малог позоришта „Душко Радовић”.

## Биографија
Маријана Вићентијевић Бадовинац је дипломирала на Академији драмских уметности у Новом Саду, у класи професора Бранка Плеше.
Наступала је у Српском народном позоришту 1993. године. Била је члан Народног позоришта „Тоша Јовановић“ у Зрењанину од 1993. до 1996. године. Године 1997. постаје члан ансамбла Малог позоришта „Душко Радовић”, где ради и данас.

## Награде
- За улогу Ане Петровне у Иванову добила награду за младог глумца на Фестивалу професионалних позоришта Војводине.
- На Фестивалу позоришта за децу награђена за улогу у представи Четворо против Бабароге.
- Добитница годишње награде Малог позоришта „Душко Радовић“.

## Представе
| 1.  | Учене жене у Версају, 1993, Нови Сад, Српско народно позориште                         |
| 2.  | Ожалошћена породица, 1993, Зрењанин, Народно позориште 'Тоша Јовановић'                |
| 3.  | ...Због мрака, 1994, Зрењанин, Народно позориште 'Тоша Јовановић'                      |
| 4.  | Дама из Максима, 1994, Зрењанин, Народно позориште 'Тоша Јовановић'                    |
| 5.  | Шок препознавања, 1994, Зрењанин, Народно позориште 'Тоша Јовановић'                   |
| 6.  | Иванов, 1995, Зрењанин, Народно позориште 'Тоша Јовановић'                             |
| 7.  | Па, извол'те у Сакуле, 1995, Зрењанин, Народно позориште 'Тоша Јовановић'              |
| 8.  | Госпођа министарка, 1996, Зрењанин, Народно позориште 'Тоша Јовановић'                 |
| 9.  | Две обале, 1997, Београд, Мало позориште 'Душко Радовић'                               |
| 10. | Велика крађа сатова, 1997, Београд, Мало позориште 'Душко Радовић'                     |
| 11. | Антигона, 1998, Зрењанин, Народно позориште 'Тоша Јовановић'                           |
| 12. | Бајка о цару и славују, 1998, Београд, Мало позориште 'Душко Радовић'                  |
| 13. | Три прасета, 1998, Београд, Мало позориште 'Душко Радовић'                             |
| 14. | Четворо против Бабароге, 1998, Београд, Мало позориште 'Душко Радовић'                 |
| 15. | Звездани дечак, 1999, Београд, Мало позориште 'Душко Радовић'                          |
| 16. | Хајдуци, 1999, Београд, Мало позориште 'Душко Радовић'                                 |
| 17. | Био једном један лав, 2001, Београд, Мало позориште 'Душко Радовић'                    |
| 18. | Сестре по метли, 2001, Београд, Мало позориште 'Душко Радовић'                         |
| 19. | Маске, 2002, Београд, Мало позориште 'Душко Радовић'                                   |
| 20. | Секс за почетнике, 2003, Београд, Мало позориште 'Душко Радовић'                       |
| 21. | Последња смрт Френкија Сузице, 2003, Београд, Мало позориште 'Душко Радовић'           |
| 22. | Бели, бели свет, 2003, Београд, Мало позориште 'Душко Радовић'                         |
| 23. | Момо, 2005, Београд, Мало позориште 'Душко Радовић'                                    |
| 24. | Андерсенови кувари, 2005, Београд, Мало позориште 'Душко Радовић'                      |
| 25. | Добро јутро, Господине Зеко!, 2006, Београд, Мало позориште 'Душко Радовић'            |
| 26. | Мали принц, 2006, Београд, Мало позориште 'Душко Радовић'                              |
| 27. | Свемирска љубав, 2006, Београд, Мало позориште 'Душко Радовић'                         |
| 28. | Планета специјалитета, 2007, Београд, Мало позориште 'Душко Радовић'                   |
| 29. | Клаус и Ерика, 2007, Београд, Мало позориште 'Душко Радовић'                           |
| 30. | Лек од бресквиног лишћа, 2007, Београд, Мало позориште 'Душко Радовић'                 |
| 31. | Страшне приче браће Грим, 2007, Београд, Мало позориште 'Душко Радовић'                |
| 32. | Конац дело краси, 2007, Београд, Мало позориште 'Душко Радовић'                        |
| 33. | Лажеш, Мелита, 2008, Београд, Мало позориште 'Душко Радовић'                           |
| 34. | Оливер Твист, 2009, Београд, Мало позориште 'Душко Радовић'                            |
| 35. | Шест лица траже писца, 2009, Београд, Мало позориште 'Душко Радовић'                   |
| 36. | Буђење пролећа, 2009, Београд, Мало позориште 'Душко Радовић'                          |
| 37. | Ричард на тобогану, 2010, Београд, Мало позориште 'Душко Радовић'                      |
| 38. | Вештице, 2010, Београд, Мало позориште 'Душко Радовић'                                 |
| 39. | Пола-Пола, 2011, Београд, Мало позориште 'Душко Радовић'                               |
| 40. | Пет дечака, 2012, Београд, Мало позориште 'Душко Радовић'                              |
| 41. | Дечак који каже да - Дечак који каже не, 2014, Београд, Мало позориште 'Душко Радовић' |
| 42. | Поп Ћира и поп Спира, 2015, Београд, Мало позориште 'Душко Радовић'                    |
| 43. | Књига о џунгли, 2018, Београд, Мало позориште 'Душко Радовић'                          |
| 44. | Пепељуга, 2020, Београд, Мало позориште 'Душко Радовић'                                |
| 45. | Крадљивци кокосових ораха, 2020, Београд, Мало позориште 'Душко Радовић'               |
| 46. | Украдени принц и изгубљена принцеза, 2021, Београд, Мало позориште 'Душко Радовић'     |
| 47. | Ромео и Јулија, 2022, Београд, Мало позориште 'Душко Радовић'                          |
| 48. | Снежна краљица, 2022, Београд, Мало позориште 'Душко Радовић'                          |